# Aleksander Ożarowski
Aleksander Ożarowski (ur. 3 stycznia?/16 stycznia 1916 w Płoskirowie, zm. 21 czerwca 2011 w Warszawie) – polski farmaceuta, nestor polskiego ziołolecznictwa, naukowiec i popularyzator nauki, wykładowca polskich uczelni medycznych, pracownik naukowy Instytutu Przemysłu Farmaceutycznego w Warszawie.

## Życiorys
Pochodził z rodziny szlacheckiej herbu Rawicz. W 1918 roku wraz z rodzicami przyjechał do odrodzonej Polski. W 1935 roku zdał maturę w Gimnazjum im. Jana Zamoyskiego w Warszawie, po czym odbył roczną służbę wojskową, w trakcie której ukończył Dywizyjny Kurs Podchorążych Rezerwy 8 DP przy 13 pułku piechoty w Pułtusku. W 1936 roku rozpoczął studia farmaceutyczne na Uniwersytecie Warszawskim. Zmobilizowany w sierpniu 1939 roku, wziął udział w wojnie obronnej, walczył w obronie Modlina. Wzięty do niewoli niemieckiej zbiegł i zaangażował się w działalność konspiracyjną. Był żołnierzem Armii Krajowej, uczestniczył w powstaniu warszawskim. W końcowym okresie wojny był oficerem 1 Armii Wojska Polskiego, został zdemobilizowany w stopniu majora.
Od 1945 roku kontynuował na Uniwersytecie Łódzkim przerwane wybuchem wojny studia farmaceutyczne. Był wychowankiem profesorów Jana Muszyńskiego i Zofii Jerzmanowskiej. Dyplom magistra farmacji uzyskał w 1948 roku, następnie podjął pracę dydaktyczną i naukową na uczelni, w Zakładzie Farmakognozji i Uprawy Roślin Leczniczych. W 1951 roku uzyskał stopień doktora nauk farmaceutycznych, na podstawie pracy Badania fitochemiczne, toksykologiczne i farmakodynamiczne nad Asarum europaeum L. W tym samym roku został adiunktem w Zakładzie Farmakognozji Akademii Medycznej w Warszawie. W latach 1952–1954 był kierownikiem Zakładu Farmakognozji Wydziału Farmaceutycznego Akademii Medycznej w Lublinie, na stanowisku docenta. W latach 1954–1957 pracował w przemyśle farmaceutycznym.
Od 1957 roku był pracownikiem naukowym Instytutu Przemysłu Farmaceutycznego w Warszawie. Początkowo kierował Zakładem Związków Naturalnych, a od 1965 roku Samodzielną Pracownią Fitochemiczną. Prowadził między innymi badania nad roślinnymi glikozydami kardenolidowymi. W 1973 roku uzyskał habilitację, na podstawie rozprawy Glikozydy kardenolidowe. Nowe aspekty otrzymywania izomerycznych monoacylopochodnych digitoksyny. Wraz z zespołem przygotowywał wdrożenia do produkcji licznych preparatów roślinnych. Był autorem bądź współautorem 37 artykułów naukowych, 20 opisów technologicznych oraz 9 patentów. Był redaktorem i autorem publikacji w czasopismach specjalistycznych, autorem lub współautorem podręczników, skryptów i wydawnictw encyklopedycznych. Na emeryturę przeszedł w 1985 roku.
Zajął się działalnością popularyzującą wiedzę o roślinach leczniczych i ich zastosowaniu, tradycyjnym i nowoczesnym ziołolecznictwie, zasadach zdrowego stylu życia. W 1995 roku został wiceprezesem Polskiego Komitetu Zielarskiego, którego później był pierwszym członkiem honorowym. Nadal publikował, prowadził odczyty, występował w radiu i telewizji. Był uznawany za wielki autorytet, nestora polskiego ziołolecznictwa. Był członkiem między innymi Polskiego Towarzystwa Farmaceutycznego i Sekcji Fitoterapii Polskiego Towarzystwa Lekarskiego.
Był odznaczony między innymi Krzyżem Kawalerskim Orderu Odrodzenia Polski (2005) oraz, za działalność wojskową, Krzyżem Walecznych, Krzyżem Kampanii Wrześniowej i Krzyżem Armii Krajowej.
Zmarł w Warszawie w 2011 roku.